# Ts2 Technologie Satelitarne
Ts2 – operator łączy satelitarnych z Warszawy. Firma specjalizuje się w systemach wojskowej łączności satelitarnej na Bliskim Wschodzie, prowadzi dystrybucję telefonów satelitarnych Thuraya, Iridium i Inmarsat oraz mobilnej łączności BGAN w Polsce.
Operator prowadzi dystrybucję wszystkich obecnie produkowanych podręcznych telefonów satelitarnych: Iridium 9555, Iridium 9505a, Thuraya SO 2510, Thuraya SG 2520 i IsatPhone PRO, bez oferty sieci Globalstar i starszych modeli telefonów jak np. Hughes 7100 / Hughes 7101, Ascom.
TS2 w Iraku i Afganistanie
TS2 jest jednym z operatorów łączy telekomunikacyjnych w technologii VSAT na terenie Iraku i Afganistanu, co owocuje współpracą z Armią Amerykańską. Komunikacja TS2 pomiędzy bazami jest możliwa dzięki równoczesnej dzierżawie pasm na satelitach Intelsat 10-02, Intelsat 901, Intelsat 15, Eutelsat EB4A, Eutelsat W6, NSS-6, NSS-12 oraz ArabSat Badr-4, których zasięg pozwala na zestawianie połączeń pomiędzy dowolnymi punktami na terenie Europy, Bliskiego Wschodu i południowo-zachodniej części Azji. Firma dodatkowo wyposaża klientów w telefony satelitarne sieci Thuraya, Inmarsat i Iridium, które często są jedynym środkiem komunikacji w tym rejonie świata.
Największe sieci wojskowe TS2 w Iraku znajdują się w następujących bazach: FOB Iskan / Iskandariyah, Orgun-E, Camp Taji / FOB Bennett, FOB Hammer / Butler Range Complex, Camp Stryker BIAP / Lotnisko w Bagdadzie, COB / FOB Speicher / Tikrit Airbase / FOB Summerall, Camp Habbaniyah, LSA Adder / Tallil Air Base, Camp Victory South, PRT Sharana, Lotnisko w Kandaharze / Tarin Kowt, Camp Ramadi / Camp Blue Diamond / Camp Junction City, Camp / FOB Warrior / Kirkuk, FOB Bagram / Baza lotnicza Bagram, FOB Normandy, Al Taquddam, Camp Echo / Ad Diwaniyah, Camp / FOB Bucca, FOB Marez / Mosul / LSA Diamondback, Camp Slayer / Lotnisko w Bagdadzie, International Zone / Zielona Strefa w Bagdadzie, Camp Liberty, FOB Sykes, LSA Anaconda, FOB Paliwoda, FOB Endurance, Q-West, Camp Fallujah, FOB Falcon, Bagdad, Baza lotnicza w Rasheed, Camp Al Asad, Camp Arifjan, Kuwait, CSC Scania, FOB Solerno, Al Kasik Military Base, Camp Duke / Najaf, FOB Salerno i FOB Prosperity.
TS2 dostarcza już usługi telekomunikacyjne dla Korpusu Piechoty Morskiej Stanów Zjednoczonych oraz placówek szkoleniowych policji irackiej w następujących lokalizacjach: West Ramadi, Warrar, Tal-Aswad, Saqlawiyah / Saqlawiah, Rutbah, Rumanah, Ramadi District HQ, Qatanna, Mulaab, Kubaisa, Khaladiah, Karmah, Jazeera, Al Hit, Haqlaniyah, Hamdiyah, Habbaniyah, Forsan, Ferris, East Ramadi, Barwannah, Anah, Ameriayah i Al Qaim.
Firma TS2 Technologie Satelitarne przygotowała projekt sieci satelitarnej w nowych bazach marines w Afganistanie. Rządowy kontrakt obejmuje uruchomienie i utrzymanie w okresie dwóch lat pełnej łączności w nowych lokalizacjach dla wszystkich stacjonujących tam żołnierzy. Stany Zjednoczone przeniosą 4,5 tysiąca marines z Iraku do Afganistanu już na początku 2009 roku.